# Казале Каза Роса (Комо)
Казале Каза Роса је насеље у Италији у округу Комо, региону Ломбардија.
Према процени из 2011. у насељу је живело 33 становника. Насеље се налази на надморској висини од 398 м.